# XNBS-3 (航空機)
エリアス XNBS-3
- 製造者：G・エリアス＆ブラザー（英語版）
- 運用者： アメリカ合衆国
- 生産数：1機[1]

エリアス XNBS-3（英語: Elias XNBS-3）は、アメリカ合衆国で開発された短距離夜間爆撃機。試作のみで量産には至らなかった。

## 概要
アメリカ陸軍航空部が運用していたマーチン NBS-1短距離夜間爆撃機の後継としてG・エリアス＆ブラザー社が開発した機体で、同型のリバティ12Aエンジンを搭載しており、外観や設計、性能もよく似ている。1機（機体番号：AS68567）が試作され、1924年の夏に試験されたものの、すでに旧式化していたNBS-1から性能に進歩がなかったため不採用となり、試作1機のみに終わっている。
なお同じくNBS-1の後継として、カーチス社がXNBS-4を試作していたが、こちらも不採用に終わっている。

## 要目
- 乗員：4名[1]
- 全長：14.75 m[1]
- 全幅：23.62 m[1]
- 全高：5.13 m[1]
- 速力：162 km/h[1]
- 航続距離：780 km[1]
- エンジン：リバティ12A 液冷V型12気筒（425馬力）×2基[1]
- 重量：6,505 kg（全備）[1]
- 武装：7.62mm機関銃×5、爆弾767kg[1]